# Red svetega Stanislava
Red svetega Stanislava (poljsko Order Św. Stanisława Biskupa Męczennika, rusko Орден Святого Станислава) je bil sprva viteški red Poljsko-latvijske zveze in Kraljevine Poljske (1765-1831) ter nato Ruskega imperija (1831-1917).